# Оґавара

38°2′58″ пн. ш. 140°43′51″ сх. д. / 38.04944° пн. ш. 140.73083° сх. д.
О́ґавара (яп. 大河原町, おおがわらまち, МФА: [oːgawaɾa mat͡ɕi̥]) — містечко в Японії, в повіті Сібата префектури Міяґі. Станом на 1 жовтня 2008 площа містечка становила 25,01 км². Станом на 1 січня 2009 населення містечка становило 23 512 осіб.